# Principe de Curie
En physique, le principe de symétrie de Pierre Curie affirme que « lorsque certaines causes produisent certains effets, les éléments de symétrie des causes doivent se retrouver dans les effets produits ».
Ce principe fut établi par Pierre Curie après avoir observé les propriétés des champs électromagnétiques. Il permet d'établir des invariances, des symétries et même l'impossibilité d'un phénomène.
La réciproque n'est pas vraie, c'est-à-dire que les effets produits peuvent être plus symétriques que les causes.
Une généralisation de ce principe existe également pour les phénomènes physiques incluant une possibilité de bifurcation : pour une même cause, deux effets distincts physiquement et qui ne peuvent coexister sont possibles. Parfois, chacune des possibilités prise séparément est moins symétrique que la cause. Dans ce cas (où l’on parle de symétrie brisée), c'est la symétrie globale de l'ensemble des effets qui doit être prise en compte pour respecter le principe de Curie (exemple : domaines ferroélectriques de BaTiO3 à basse température ou flambage d'une poutre en mécanique des structures).

## Exemples
- On considère l'action simultanée d'un champ électrique E et d'un champ magnétique H au sein d'un conducteur isotrope. Les deux champs sont supposés mutuellement perpendiculaires. Alors le système est invariant dans la symétrie définie par le plan Π perpendiculaire à H. Cette symétrie est la symétrie des causes. Le principe de Curie contraint le courant J, qui est l'effet produit par E et H, à être situé dans le plan Π [1].

- Un cristal est caractérisé, au niveau microscopique, par son groupe de symétrie {\displaystyle {\mathsf {G_{cristal}}}}, encore appelé groupe d'espace. Les propriétés macroscopiques du cristal sont une conséquence (effet) de sa structure microscopique (cause). Notons {\displaystyle {\mathsf {G_{prop}}}} le groupe de symétrie associé à une certaine propriété. Le principe de Curie entraîne que {\displaystyle {\mathsf {G_{prop}\supseteq G_{cristal}}}}[2]. En particulier, le cristal apparaît macroscopiquement homogène (groupe de toutes les translations, continues ou discrètes) alors qu'il n'est invariant, au niveau microscopique, que par les seules translations discrètes définies par sa maille.

- Du point de vue optique, un cristal peut être isotrope, uniaxe ou biaxe[3]. Les propriétés optiques du cristal se déduisent d'une surface caractéristique comme l’ellipsoïde des indices. Cette surface a la symétrie d’une sphère (cas isotrope), d’un ellipsoïde de révolution (cas uniaxe), ou d’un ellipsoïde triaxial (cas biaxe). Les éléments de symétrie d’un cristal sont nécessairement des éléments de symétrie de la surface caractéristique. Concrètement, les cristaux du système cubique sont isotropes ; ceux des systèmes rhomboédrique, tétragonal et hexagonal sont uniaxes, l’axe de révolution correspondant à l’axe de symétrie d’ordre 3, 4 ou 6 ; ceux des systèmes triclinique, monoclinique et orthorhombique sont biaxes. Par exemple, un cristal sans élément de symétrie (hémiédrie triclinique) est biaxe, l’orientation des axes optiques n’étant pas reliée a priori avec les axes du réseau cristallin.

- Un exemple très simple d'application du principe de Curie a été donné par le physicien J. de Talois[4]. Il concerne l'alignement des reflets apparaissant dans les photographies. Dans ce cas, la cause est l'appareil photographique auquel on doit ajouter la source lumineuse qui produit les reflets. L'effet est l'image photographique produite dans le plan C du capteur (CCD ou pellicule). L'ensemble des lentilles qui constituent l'objectif a deux sortes de symétries: les rotations autour de l'axe optique et les symétries par rapport aux plans contenant l'axe optique. Quand on ajoute la source lumineuse (supposée ponctuelle et hors de l'axe optique) toutes ces symétries disparaissent sauf une: la symétrie par rapport au plan Π passant par l'axe optique et contentant la source lumineuse. C'est cette symétrie (de la cause) qui impose aux reflets (de l'effet) d'être situés sur la droite d'alignement, intersection de Π avec C

- Considérons un système physique (bidimensionnel) périodique (selon la direction horizontale) et ayant la symétrie du motif ↑↓↑↓↑↓, c'est-à-dire dont le groupe de symétrie est engendré par une droite de symétrie (verticale) et un centre de symétrie. Supposons que le système interagisse avec la lumière et réalisons des images du système en envoyant un faisceau lumineux suivant la direction verticale. Alors l'image montrera la symétrie due aux axes de symétrie, mais non celle associée aux centres de symétrie, car le faisceau, qui fait partie des causes, ne possède pas de centres d'inversion (mais possède un continuum de droites de symétrie verticales). C'est ce type d'analyse qui a permis aux physiciens A. Joets et R. Ribotta de réfuter la prétendue brisure de symétrie des rouleaux de convection dans les cristaux liquides nématiques et appelée "squint" [5].

## Source
- Pierre Curie, « Sur la symétrie dans les phénomènes physiques, symétrie d'un champ électrique et d'un champ magnétique », Journal de physique théorique et appliquée, vol. 3, no 1,‎ 1894, p. 393-415 (DOI 10.1051/jphystap:018940030039300, lire en ligne [PDF])